# 長福寿寺
長福寿寺（ちょうふくじゅじ）は、千葉県長生郡長南町長南にある、天台宗の寺院。上総国薬師如来霊場の第19番札所。山号は三途河頭 極楽東門 蓮華台上 阿弥陀坊 太平埜山 本実成院。

## 歴史
寺伝によれば、798年（延暦17年）桓武天皇の勅願により、最澄（伝教大師）によって創建されたという。中世においては三大談義所（檀林）となり、西に比叡山、東に長福寿寺（当時は東叡山と称した）ありと称せられ、また、房総三国における天台宗の大本山として末寺308か寺を有し、各寺院を統理していた大寺院である。
梶井門跡（三千院、京都）、毘沙門堂（京都）の両門主も当山の住職になり、その縁をもって「三途河頭極楽東門蓮華台上阿弥陀坊太平埜山本実成院長福寿寺」という勅号を賜ったという。
1571年（元亀2年）織田信長による比叡山焼き討ちに際して、当時の第17代学頭・豪山僧正は比叡山に木材を寄進し、その材木によって「根本中堂」が再建されたという。その後、徳川家光の援助のもとに現在の根本中堂が造営され、解体した材木によって建てられた長福寿寺の本堂は、その縁をもって「根本中堂」の号を許されている。
江戸時代には、江戸幕府将軍より寺領50石が寄進され、10万石の格式が与えられていたと伝えられており、年頭の礼には御城書院独礼席の待遇を受けていた。

## 文化財
- 木造慈恵大師坐像（千葉県指定有形文化財）
- 木造阿弥陀如来坐像（長南町指定有形文化財）
- 禁制文書（附 制札）（長南町指定有形文化財）

## 交通アクセス
高速道路での最寄りインターチェンジは首都圏中央連絡自動車道（圏央道）茂原長南インターチェンジとなる。
- HMC東京（長南行き）愛宕町バス停から徒歩3分。
- 小湊鉄道（長南営業所・牛久駅・鶴舞駅・循環器病センター行き）愛宕町バス停から徒歩3分。
- 東京駅八重洲口前、横浜駅・羽田空港から高速バス「長南駐車場」下車。